# غيورغي باغاتوروف
غيورغي باغاتوروف Giorgi Bagaturov (ولد في 28 نوفمبر 1964) لاعب شطرنج جورجي أرميني يحمل لقب أستاذ كبير.
- فاز ببطولة جورجيا للشطرنج في أعوام 1989، 1995 و1999.
- لعب باسم جورجيا في أولمبياد الشطرنج في 1998.
- حصل على لقب أستاذ كبير عام 1999.
- فاز في عام 2016 ببطولة العالم للشطرنج للشيوخ فئة فوق 50 سنة في ماريانسكي لازني.
- بلغ تصنيف إيلو خاصته 2408 في يناير 2018.

## وصلات خارجية
- غيورغي باغاتوروف على موقع الاتحاد الدولي للشطرنج (الإنجليزية)
- غيورغي باغاتوروف على موقع مباريات الشطرنج (الإنجليزية)
- غيورغي باغاتوروف على موقع 365Chess.com (الإنجليزية)
- غيورغي باغاتوروف على موقع Chesstempo.com (الإنجليزية)
- غيورغي باغاتوروف سجل أولمبياد الشطرنج على موقع OlimpBase.org (الإنجليزية)